# Marioara Voiculescu

Marioara Voiculescu

Marioara Voiculescu (n. 1889, București, România – d. 3 martie 1976, București, România) a fost o actriță și regizoare română. S-a căsătorit cu Ion Ionescu-Quintus (1875 – 1933), jurist, scriitor și epigramist, fiul bancherului Ghiță Ionescu.  Marioara Voiculescu a avut un singur copil, Paul Ionescu-Quintus.

## Studii
A urmat cursurile liceale la externatul „Gloria” și a studiat la Conservatorul de muzică și artă dramatică (1900-1903) cu Aristizza Romanescu, specializându-se la Sorbona, unde a studiat fonetica. Pe 13 ianuarie 1904, a debutat oficial pe scena Teatrului Național din București în rolul principal din Casta-Diva de Haralamb Lecca.

## Cariera
În 1912, după numirea lui Alexandru Davila, din nou, ca director al Teatrului Național, aceasta înființează Compania Marioara Voiculescu, fiind prima femeie din România care a condus o companie de teatru. Spectacolul de deschidere al noii companii a fost în ziua de 13 septembrie 1912, cu „Seara de pomină” de Leopold Kampf. Mai joacă în rolurile principale din: „Copilul din flori” și „Poliche” de Henri Bataille, „Fedora” de Victorien Sardou, „Asasinul” de Pierre Frondaie, „Ave-Maria” de Victor Eftimiu, „Hoțul” și „Când n-oi mai fi” de Henri Bernstein.
A fost și prima femeie care a înființat o companie de film, jucând și regizând, avându-l ca producător pe Leon Popescu.
În 1914, se asociază cu Lucia Sturdza-Bulandra și Tony Bulandra și deschide Compania „Voiculescu-Bulandra” în clădirea Teatrului Modern. În spectacolul de deschidere al noii companii, a jucat rolul doamnei Cheveley din „Soțul ideal” de Oscar Wilde. În dramaturgia lui Oscar Wilde, Marioara Voiculescu a mai descoperit o eroină, pe Salomeea, din tragedia omonimă. A jucat acest rol prima dată la Compania Davila, în ianuarie 1911, dar succesul cu acest rol l-a obținut în 1922, la Circul Sidoli, în regia lui Mime Mizu.
A întruchipat peste 150 de personaje, a fost „Ofelia”, „Jilieta”, „Contesa Eboli”, „Peer Gynt” a lui Henrik Ibsen, „Lulu”, „Nora” și „Doamna Alving” din piesele lui Frank Wedekund și Ibsen, „Salomeea” lui Oscar Wilde, „Sapho”, „ Penthesileea”, „Lucreția Borgia”, „Margueritte Gauthier”, „Oana” din Apus de soare de Barbu Ștefănescu-Delavrancea, „Getta” din Fântâna Blanduziei a lui Vasile Alecsandri, „Anca” din Năpasta de Ion Luca Caragiale ș.a.
În timpul comunismului a fost exclusă din teatru și, timp de 30 de ani, nu a mai urcat pe scenă. 

## Distincții
- Ordinul „Meritul Cultural”, în gradul de Cavaler clasa I, pentru teatru (1 februarie 1943)[5]
- titlul de Artist Emerit al Republicii Populare Române (23 ianuarie 1953) „pentru merite deosebite, pentru realizări valoroase în artă și pentru activitate merituoasă”[6]

## Filmografie

### Regizoare
- Amorurile unei prințese (1913)
- Detectivul (1913)
- Dragoste de marinar (1913)
- Răzbunarea (1913)
- Spionul (1913)
- Viorica (1913)

### Actriță
- Dragoste la mănăstire (1912)
- Amorurile unei prințese (1913)
- Detectivul (1913)
- Dragoste de marinar (1913)
- Fedora (1913)
- Răzbunarea (1913)
- Spionul (1913)
- Viorica (1913)